# Équipe des Comores de beach soccer
L'équipe des Comores de beach soccer est l’équipe nationale qui représente les Comores dans les compétitions internationales masculines de beach soccer, sous l’égide de la Fédération des Comores de football. Elle consiste en une sélection des meilleurs joueurs comoriens. Les joueurs sont surnommés « Cœlacanthes ». 
Créée en 2021, l'équipe est actuellement entraînée par Gérald Guidarini.

## Histoire
Gérald Guidarini, fondateur et entraîneur du Marseille Beach Team, est nommé sélectionneur de l'équipe des Comores en mars 2021.
La sélection affronte le Mozambique les 26 mars et 10 avril dans le cadre des qualifications pour la Coupe d'Afrique des nations de beach soccer 2021 ; les Comoriens sont éliminés après deux revers (5-7 et 3-10).
Les Comoriens participent par la suite au championnat de beach soccer du COSAFA en novembre 2021 ; ils sont placés dans le groupe B avec le Mozambique et la Tanzanie. Défaits lors du premier match par les Mozambicains sur le score de 8 buts à 3, et lors du deuxième match par les Tanzaniens sur le score de 2 buts à 1, les Comoriens remportent ensuite le match pour la cinquième place contre les Seychelles sur le score de 5 buts à 4, enregistrant ainsi la première victoire de leur histoire.
Alors que les Comores étaient invités à participer aux Jeux africains de plage de 2023, la sélection déclare forfait la veille du tournoi pour des raisons logistiques.
Mais ils prendront part à la coupe arabe de beach soccer de l’édition, 2023, pour la première fois.

## Parcours en compétition internationale

### Championnat COSAFA
| Championnat COSAFA de beach soccer | Championnat COSAFA de beach soccer | Championnat COSAFA de beach soccer | Championnat COSAFA de beach soccer | Championnat COSAFA de beach soccer | Championnat COSAFA de beach soccer | Championnat COSAFA de beach soccer | Championnat COSAFA de beach soccer | Championnat COSAFA de beach soccer |                 |
| Année                              | Résultat                           | Class.                             | J                                  | G                                  | N                                  | P                                  | Bp                                 | Bc                                 |                 |
| ---------------------------------- | ---------------------------------- | ---------------------------------- | ---------------------------------- | ---------------------------------- | ---------------------------------- | ---------------------------------- | ---------------------------------- | ---------------------------------- | --------------- |
| 2015 (de)                          | Non participant                    | Non participant                    | Non participant                    | Non participant                    | Non participant                    | Non participant                    | Non participant                    | Non participant                    | Non participant |
| 2021 (de)                          | Phase de groupe                    | 5e                                 | 3                                  | 1                                  | 0                                  | 2                                  | 8                                  | 14                                 |                 |
| 2022 (de)                          | Non participant                    | Non participant                    | Non participant                    | Non participant                    | Non participant                    | Non participant                    | Non participant                    | Non participant                    | Non participant |
| 2023 (en)                          | Non participant                    | Non participant                    | Non participant                    | Non participant                    | Non participant                    | Non participant                    | Non participant                    | Non participant                    | Non participant |
| 2024 (de)                          | Non participant                    | Non participant                    | Non participant                    | Non participant                    | Non participant                    | Non participant                    | Non participant                    | Non participant                    | Non participant |
| Total                              | 1er Tour                           | 1/4                                | 3                                  | 1                                  | 0                                  | 2                                  | 8                                  | 14                                 |                 |

### Coupe Arabe
| Coupe Arabe de Beach-soccer | Coupe Arabe de Beach-soccer | Coupe Arabe de Beach-soccer | Coupe Arabe de Beach-soccer | Coupe Arabe de Beach-soccer | Coupe Arabe de Beach-soccer | Coupe Arabe de Beach-soccer | Coupe Arabe de Beach-soccer | Coupe Arabe de Beach-soccer |
| Année                       | Résultat                    | Class.                      | J                           | G                           | N                           | P                           | Bp                          | Bc                          |
| --------------------------- | --------------------------- | --------------------------- | --------------------------- | --------------------------- | --------------------------- | --------------------------- | --------------------------- | --------------------------- |
| 2008                        | Non participant             | Non participant             | Non participant             | Non participant             | Non participant             | Non participant             | Non participant             | Non participant             |
| 2010                        | Non participant             | Non participant             | Non participant             | Non participant             | Non participant             | Non participant             | Non participant             | Non participant             |
| 2014                        | Non participant             | Non participant             | Non participant             | Non participant             | Non participant             | Non participant             | Non participant             | Non participant             |
| 2023 (en)                   | Phase de groupe             |                             | 3                           | 0                           | 1                           | 2                           | 9                           | 18                          |
| Total                       | Phase de groupe             | 0/1                         | 3                           | 0                           | 1                           | 2                           | 9                           | 18                          |